# Río Oropa
El río Oropa es un río del norte de Italia, afluente del río Cervo y que discurre por la región del Piamonte. Tiene una longitud de 13.4 km y una cuenca hidrográfica de 25 km².

## Etimología
El río toma su nombre desde el Santuario di Oropa.

## Curso del río

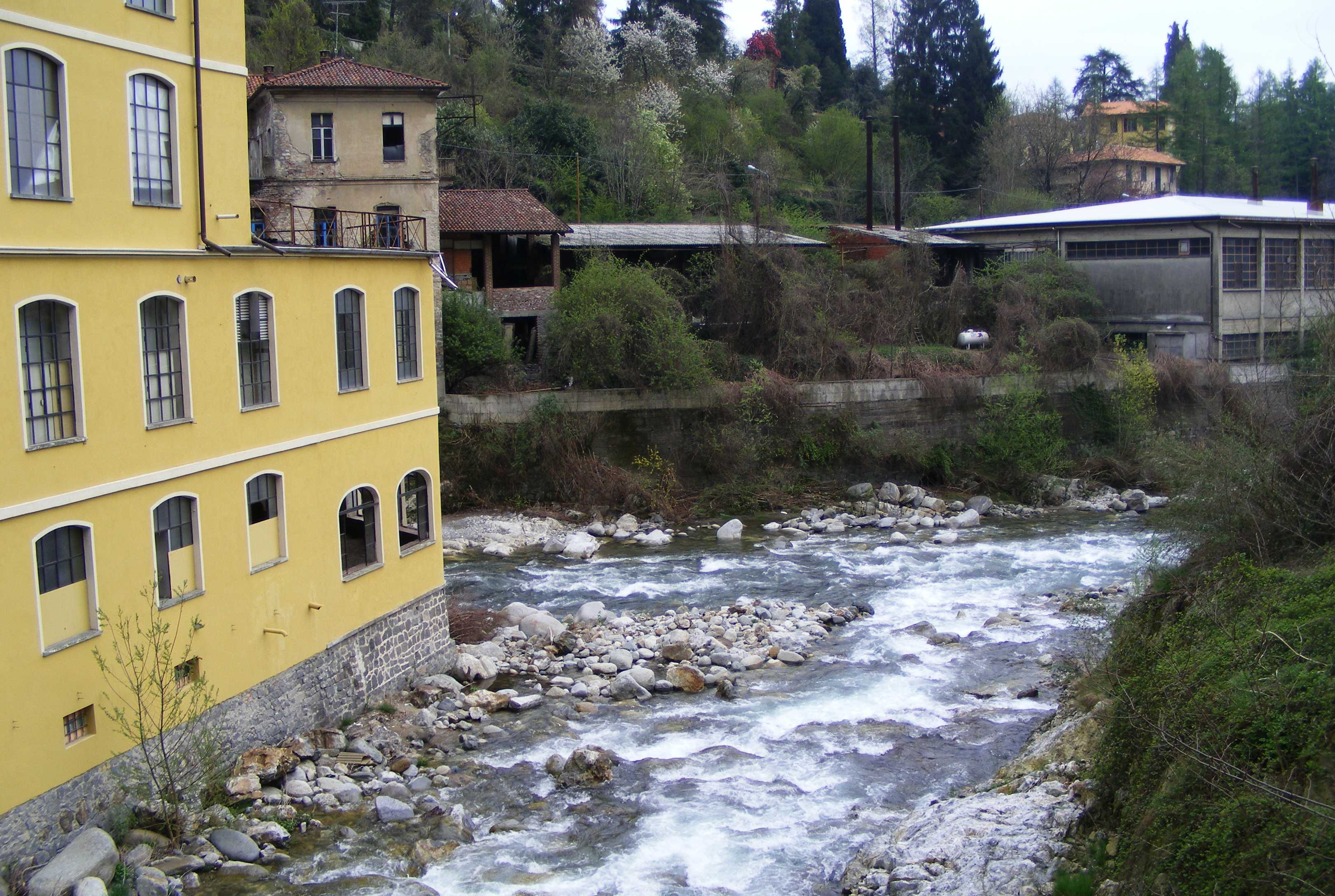
La confluencia en el Cervo

El Oropa nace desde el lago del Mucrone y desciende el valle homónimo hasta Biella, donde desemboca en el Cervo por la izquierda.